# 穆努尼
穆努尼（西班牙語：Mününí），是巴拿馬的城鎮，位於該國西北部，由恩戈貝-布格雷特區的坎金圖區負責管轄，面積87.8平方公里，海拔高度1,020米，2010年人口2,742，人口密度每平方公里31.2人。